# Šestine
Šestine Zágráb városrésze Horvátországban.
A festői falucska Zágráb központjától északra a Medvednica-hegység lejtőjén fekszik, közigazgatásilag Zágráb része. A település templomával szemben található a horvátok által "a haza atyjaként" számontartott Ante Starčević 19. századi nacionalista politikusnak, a horvát Jogpárt alapítójának a síremléke. A falu neve mégis leginkább a valaha a helyi népviselet részét alkotó piros színű, csíkos esernyőkről (šestinski kišobran) vált ismertté. A falu trianoni békeszerződésig Zágráb vármegye Zágrábi járásához tartozott.
Határában északra állnak Medvevár (Medvedgrad) romjai.